# 陰莖分泌物
陰莖分泌物（英語：Penile discharge）是从陰莖末端的尿道分泌排出的液體，並且不是尿液、前液或精液。
引发这种性病的常見原因包括淋病、衣原體或滴蟲病引起的感染。淋病的分泌物可能是白色、黃色或綠色。诊断前通常會用拭子採檢分泌物。对这种性别的治療取決於病因。接觸者追踪也減少了感染的傳播。这种性病主要的高风险人群為25歲以下性行为活躍的男性，並且最近有新的性伴侶或进行無保護的性行為。